# Anomoeotes separatula
Anomoeotes separatula là một loài bướm đêm thuộc họ Anomoeotidae. Loài này có ở Guinea Xích Đạo.